# Stazione di Higashi-Matsuyama

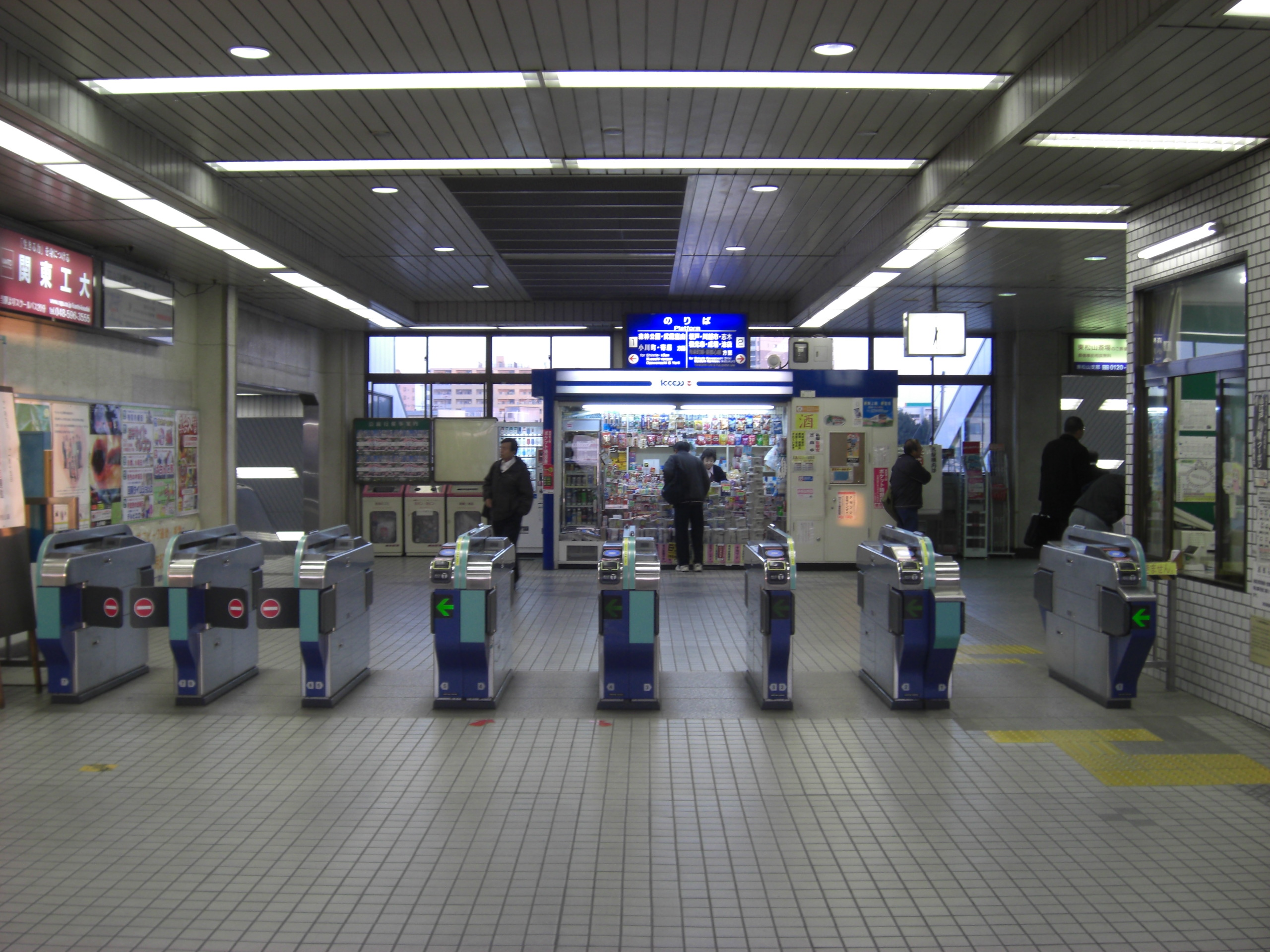
Vista del mezzanino

La stazione di Higashi-Matsuyama (東松山駅?, Higashi-Matsuyama-eki) è la principale stazione ferroviaria della città di Higashimatsuyama della prefettura di Saitama, in Giappone, ed è servita dalla linea Tōbu Tōjō delle Ferrovie Tōbu.

## Linee
Ferrovie Tōbu
● Linea Tōbu Tōjō

## Struttura
La stazione è dotata di due marciapiedi laterali con due binari passanti in superficie. Il mezzanino, contenente diversi negozi e servizi, si trova sopra il piano del ferro, ed è collegato al marciapiede da scale fisse, mobili e ascensori.
| 1 | ● Linea Tōbu Tōjō | per Shinrinkōen e Ogawamachi |
| 2 | ● Linea Tōbu Tōjō | per Sakado, Kawagoe, Wakōshi, e Ikebukuro via Linea Yurakucho per Shin-Kiba via Linea Fukutoshin per Shibuya, via linea Tōkyū Tōyoko per Yokohama e, via linea Minatomirai per Motomachi-Chūkagai |

## Stazioni adiacenti
| «               | Servizio        | »               |
| Linea Tōbu Tōjō | Linea Tōbu Tōjō | Linea Tōbu Tōjō |
| --------------- | --------------- | --------------- |
| Takasaka        | Locale          | Shinrinkōen     |
| Takasaka        | Semiespresso    | Shinrinkōen     |
| Takasaka        | Rap. pendolari  | Shinrinkōen     |
| Takasaka        | Espresso        | Shinrinkōen     |
| Sakado          | Rapido          | Shinrinkōen     |
| Sakado          | Rap. espresso   | Shinrinkōen     |
| Sakado          | TJ Liner        | Shinrinkōen     |